# Marigny-Brizay
Marigny-Brizay korábbi község Franciaország Új-Aquitania régiójában, Vienne megyében. 2017. január 1-jén Jaunay-Clan korábbi községgel egyesült és az így létrejött Jaunay-Marigny új község része lett.
Lakosainak száma 1309 fő (2018. január 1.). Marigny-Brizay Beaumont, Colombiers, Dissay, Jaunay-Clan, Ouzilly, Scorbé-Clairvaux és Vendeuvre-du-Poitou községekkel határos.

## Népesség
A település népességének változása:
| Lakosok száma | 1281 | 1336 | 1300 | 1309 |
|               | 2013 | 2015 | 2017 | 2018 |